# Дунфэн-21
Дунфэн-21 (кит. трад. 東風-21, упр. 东风-21, пиньинь Dōng fēng 21, буквально: «Восточный ветер-21», по классификации НАТО — CSS-5 mod.1, также обозначают DF-21) — китайская двухступенчатая твердотопливная баллистическая ракета средней дальности. Работы по ней начались в конце 1960-х годов и были завершены в 1985-1987-х годах China Changfeng Mechanics and Electronics Technology Academy (англ. China Chang Feng) (т. н. 2-я Академия), но до 1991 года ракета не была развёрнута. DF-21 разработана на основе БРПЛ «Цзюйлан-1» (JL-1) и стала первой китайской наземной твердотопливной ракетой. По оценке Министерства обороны США, Китай имеет 60—80 ракет и 60 пусковых установок .
Хотя изначально DF-21 разрабатывалась как стратегическое оружие, поздние варианты DF-21 были адаптированы как носители не только ядерных (мощностью до 300 кт), но и боеголовок в обычном снаряжении. 
Самая последняя модификация, DF-21D стала первой и единственной в мире противокорабельной баллистической ракетой. 
DF-21 также может использоваться как носитель для противоспутникового/противоракетного оружия.

## История
В августе 1965 года вышел приказ первого премьера Госсовета КНР Чжоу Эньлая о начале разработки технологий ракет на твёрдом топливе. В рамках 4-й космической академии была сформирована проектная группа, которая предложила разработку одноступенчатой баллистической ракеты «Дунфэн-61» (DF-61).
В 1967 году в НОАК было принято решение о строительстве первой китайской атомной ракетной подводной лодки, оснащённой баллистическими ракетами средней дальности. В результате, НОАК отказывается от дальнейших работ по DF-61 и инициирует разработку двухступенчатой твердотопливной баллистической ракеты подводного базирования «Цзюйлан-1» (JL-1).
В 1970 году, разработка собственно ракеты «Цзюйлан-1», переводится из 4-й академии в 1-ю космическую академию, тогда как 4-я академия концентрирует усилия на развитии технологий твердотопливных ракетных двигателей. В начале 1970-х годов КНР добилась нескольких серьёзных успехов в разработке технологий твердотопливных ракет, в это же время НОАК начала исследования возможности разработки варианта JL-1 наземного базирования.
В 1975 году параллельно велась разработка уже по двум программам — созданию БРПЛ «Цзюйлан-1» и ракете наземного базирования DF-21, использовавшей наработки по конструкции корпуса и двигателя JL-1.
В 1976 году ведение программ JL-1/DF-21 было передано во 2-ю академию, которая до этого момента отвечала за разработку систем ПВО/ПРО. Хуан Вэйлу был назначен главным конструктором ракеты. Также, 2-й академии была поручена разработка мобильной пусковой установки, ТПК ракеты, контрольно-проверочной аппаратуры, системы прицеливания и других систем по проекту «Дунфэн-21».
В мае 1985 года состоялось первое успешное лётное испытание DF-21 с 25-й ракетной базы (Учжай). Через два года, в мае 1987-го, с той же 25-й базы состоялось второе успешное лётное испытание ракеты DF-21.
В 1987 году была начата разработка модификации DF-21A, основной особенностью которой было увеличенная на 60 % дальность стрельбы.
В 1988 году проект комплекса с ракетой «Дунфэн-21» достиг стадии завершения работ.
В 1995 году с 25-й ракетной базы в Учжае состоялось первое успешное лётное испытание ракеты в вариантеDF-21A. А в 1996 году была достигнута начальная оперативная готовность комплекса с этой ракетой.

## Модификации

### DF-21 (CSS-5 Mod-1)

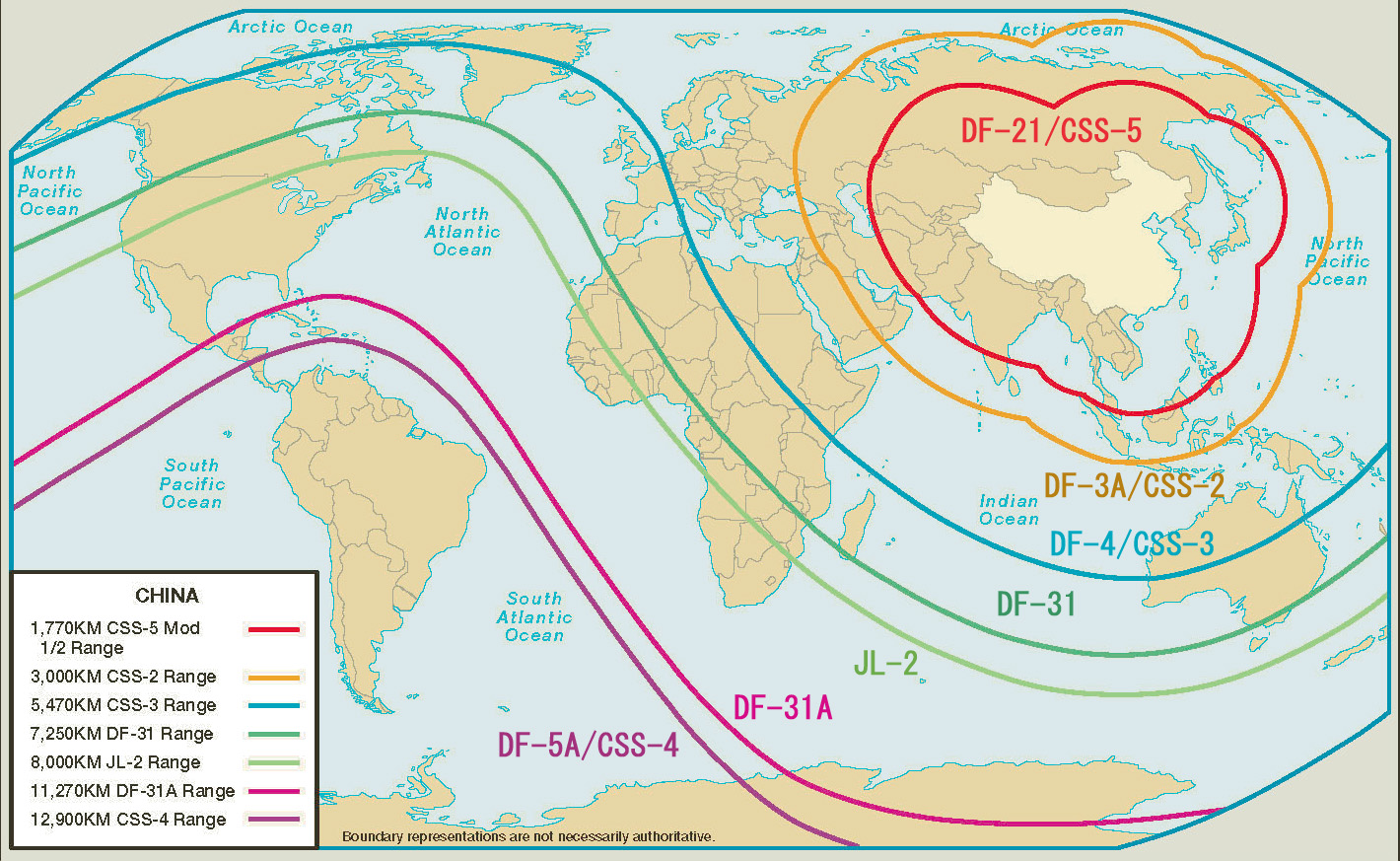
Зона досягаемости различных китайских ракет при старте с территории КНР; область поражения DF-21/DF-21A обведена красным.

Базовый вариант DF-21 имеет дальность 1700 км при забрасываемом весе в 600 кг. Ракета может нести одну ядерную боеголовку мощностью 500 кт, с предполагаемым КВО 300—400 м. Эта версия не была принята на вооружение .

### DF-21A (CSS-5 Mod-2)
DF-21A используется с 1996 года и имеет улучшенную точность (предполагаемое КВО 100—300 м), с системой управления, использующей GPS и радар. Считается, что она имеет меньшую мощность (90 кт), но увеличенную дальность (до 2700 км) .

### DF-21C (CSS-5 Mod-3)
DF-21C была показана в 2006 году и считается модификацией DF-21. Её настоящее обозначение неизвестно. Считается, что максимальная дальность DF-21C — 1700 км, а точность сравнима с крылатой ракетой. Новая система управления, основанная на GPS, уменьшила КВО до 30-40 м, что достаточно для нанесения точных ударов .
В 2010 году DF-21C была развёрнута в центральной части Западного Китая .

### DF-21D (CSS-5 Mod-4)

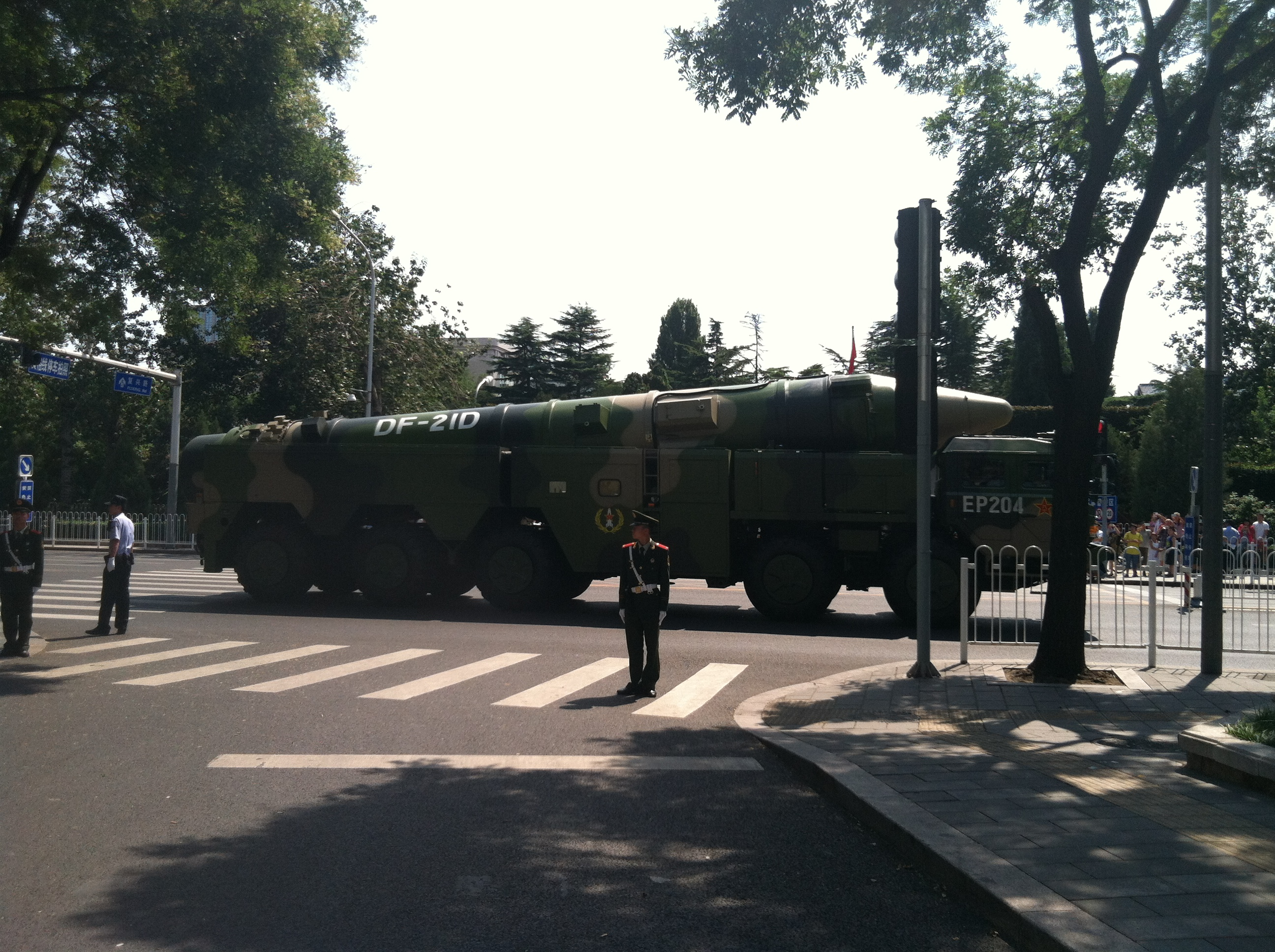
DF-21D

Министерство обороны США заявило что Китай разработал и достиг стадии начальной оперативной готовности наземного ракетного комплекса с противокорабельными баллистическими ракетами на базе DF-21 в обычном снаряжении. DF-21D является первой и единственной в мире противокорабельной баллистической ракетой, и первой системой вооружений, способной поражать движущиеся авианосные ударные группы на большой дальности с помощью наземных подвижных пусковых установок.
Маневрирующие боевые блоки DF-21D могут быть комплексированы с различными типами терминальных систем наведения. Подобные ракеты, возможно, могли быть испытаны в 2005—2006 годах, а запуск спутников Цзяньбин-5/Яогань-1 и Цзяньбин-6/Яогань-2 мог обеспечить КНР необходимой для выдачи целеуказания информацией с радиолокационной и оптико-электронной аппаратуры спутников, соответственно. Такие усовершенствования могут значительно увеличить возможности Китая по противодействию морским операциям, в частности предотвращению ввода американских авианосцев в Тайваньский пролив. Развёртывание Китаем DF-21D вызвало серьёзные опасения в военных кругах США. Так, в августе 2010 года в The Washington Times было опубликовано мнение аналитиков, что DF-21D способна пробить защиту лучших авианосцев и что она стала первой угрозой для глобального господства ВМФ США со времен холодной войны. В январе 2011 года министр обороны США Роберт Гейтс заявил, что среди китайских военных разработок наибольшее опасение вызывают DF-21D и истребитель J-20.
Для обеспечения целеуказания противокорабельных баллистических ракет Китай запустил ряд спутников:
- Яогань-7 — оптико-электронный спутник — 9 декабря 2009 года
- Яогань-8 — радиолокационный спутник с синтезированием апертуры — 14 декабря 2009 года
- Яогань-9 — серия из трёх спутников морской радиоэлектронной разведки — 5 марта 2010 года.[13]

## Развёртывание
По состоянию на 2010 год количество ракет находящихся на вооружении НОАК оценивается в 80 единиц DF-21 и 36 DF-21C.
В 2014 году партию таких ракет приобрела Саудовская Аравия.
Эта ракета может использоваться для доставки беспилотного гиперзвукового самолёта DF-ZF, что может повысить дальность полёта и снизить вероятность перехвата средствами ПРО.